# Велесниця
Велесниця — річка в Україні, у Надвірнянському й Коломийському районах Івано-Франківської області. Права притока Ворони, (басейн Дністра).

## Опис
Довжина річки 24 км, похил річки 8,4 м/км, площа басейну водозбору 51,5 км², найкоротша відстань між витоком і гирлом — 17,61 км, коефіцієнт звивистості річки — 1,4 . Формується притоками та багатьма безіменними струмками.

## Розташування
Бере початок у селі Верхній Майдан. Тече переважно на північний схід через Лісну Велесницю, Парище, Гаврилівку, Нижню Велесницю і в селі Виноград впадає у річку Ворону, праву притоку Бистриці.

## Притоки
- Чорний (ліва)[2].